# 第十五届超级碗
第十五届超级碗（Super Bowl XV）是美国国家橄榄球联盟1980赛季的总决赛，由美联冠军奥克兰突袭者队对阵国联冠军费城老鹰队。比赛于1981年1月25日在新奥尔良的路易斯安娜超級巨蛋举行。
最终，奥克兰突袭者队以27-10战胜费城老鹰队，第二次夺得超级碗冠军。四分卫吉姆·普朗科特（Jim Plunkett）获得最有价值球员称号。